# Astragalus bahrakianus
Astragalus bahrakianus är en ärtväxtart som beskrevs av Grey-wilson. Astragalus bahrakianus ingår i släktet vedlar, och familjen ärtväxter. Inga underarter finns listade i Catalogue of Life.